# Live from the UK Sept./2006
Albums de Billy Talent
Billy Talent II 666 Live
Live from the UK Sept./2006, ou juste Live from the UK est le premier album live de Billy Talent, diffusé uniquement sur Internet.

## Liste des titres

### CD I: London Hammersmith Palais, 8 septembre 2006

#### Disque 1
1. This Is How It Goes
2. Red Flag
3. This Suffering
4. Line & Sinker
5. Fallen Leaves
6. The Ex
7. Cut the Curtains
8. Surrender
9. Worker Bees

#### Disque 2
1. Prisoners of Today
2. Sympathy
3. Standing in the Rain
4. Burn the Evidence
5. Perfect World
6. River Below
7. Devil in a Midnight Mass
8. Nothing to Lose
9. Try Honesty

### CD II: Manchester Academy, 16 septembre 2006

#### Disque 1
1. This Is How It Goes
2. Devil in a Midnight Mass
3. This Suffering
4. Line & Sinker
5. Fallen Leaves
6. Cut the Curtains
7. The Ex
8. Nothing to Lose
9. Worker Bees
10. Sympathy

#### Disque 2
1. Standing in the Rain
2. Burn the Evidence
3. Perfect World
4. River Below
5. Red Flag
6. Surrender
7. Try Honesty